# (935) Clivia
(935) Clivia – planetoida z grupy pasa głównego asteroid.

## Odkrycie
Została odkryta 7 września 1920 roku w Landessternwarte Heidelberg-Königstuhl w Heidelbergu przez Karla Reinmutha. Nazwa planetoidy pochodzi od kliwii, rodzaju roślin z rodziny amarylkowatych.

## Orbita
(935) Clivia okrąża Słońce w ciągu 3 lat i 112 dni w średniej odległości 2,22 au. Należy do rodziny planetoidy Flora nazywanej też czasem rodziną Ariadne.